# Немсарь
Немса́рь (Полдневой Немсарь) — река в России, протекает по Октябрьскому району Костромской области. Устье реки находится в 35 км по правому берегу реки Ирдом. Длина реки составляет 10 км.
Исток реки находится восточнее деревни Сивцево и в 10 км к северо-западу от села Боговарово. Река течёт на северо-восток по ненаселённому лесу, за километр до устья принимает слева крупнейший приток — реку Ночной Немсарь. Впадает в Ирдом около деревни Глушковская 2-я в 13 км к северо-востоку от Боговарова.

## Данные водного реестра
По данным государственного водного реестра России относится к Верхневолжскому бассейновому округу, водохозяйственный участок реки — Ветлуга от истока до города Ветлуга, речной подбассейн реки — Волга от впадения Оки до Куйбышевского водохранилища (без бассейна Суры). Речной бассейн реки — (Верхняя) Волга до Куйбышевского водохранилища (без бассейна Оки).
Код объекта в государственном водном реестре — 08010400112110000041332.